# 김승기 (1972년)
김승기(金承基, 1972년 2월 26일  ~ )은 대한민국의 전 농구 선수이자 전 한국프로농구 팀 고양 소노 스카이거너스 감독이다. 승부조작에 연루된 전창진의 후임으로 감독대행직을 수행한 후, 2015년 12월 31일 3년 계약을 체결하여 정식 감독으로 승격되었고 2017-2018시즌 종료 뒤 다시 3년 재계약에 성공했다.

## 출신 학교
- 서울대방초등학교
- 용산중학교
- 용산고등학교
- 중앙대학교